# Douglas Hanahan

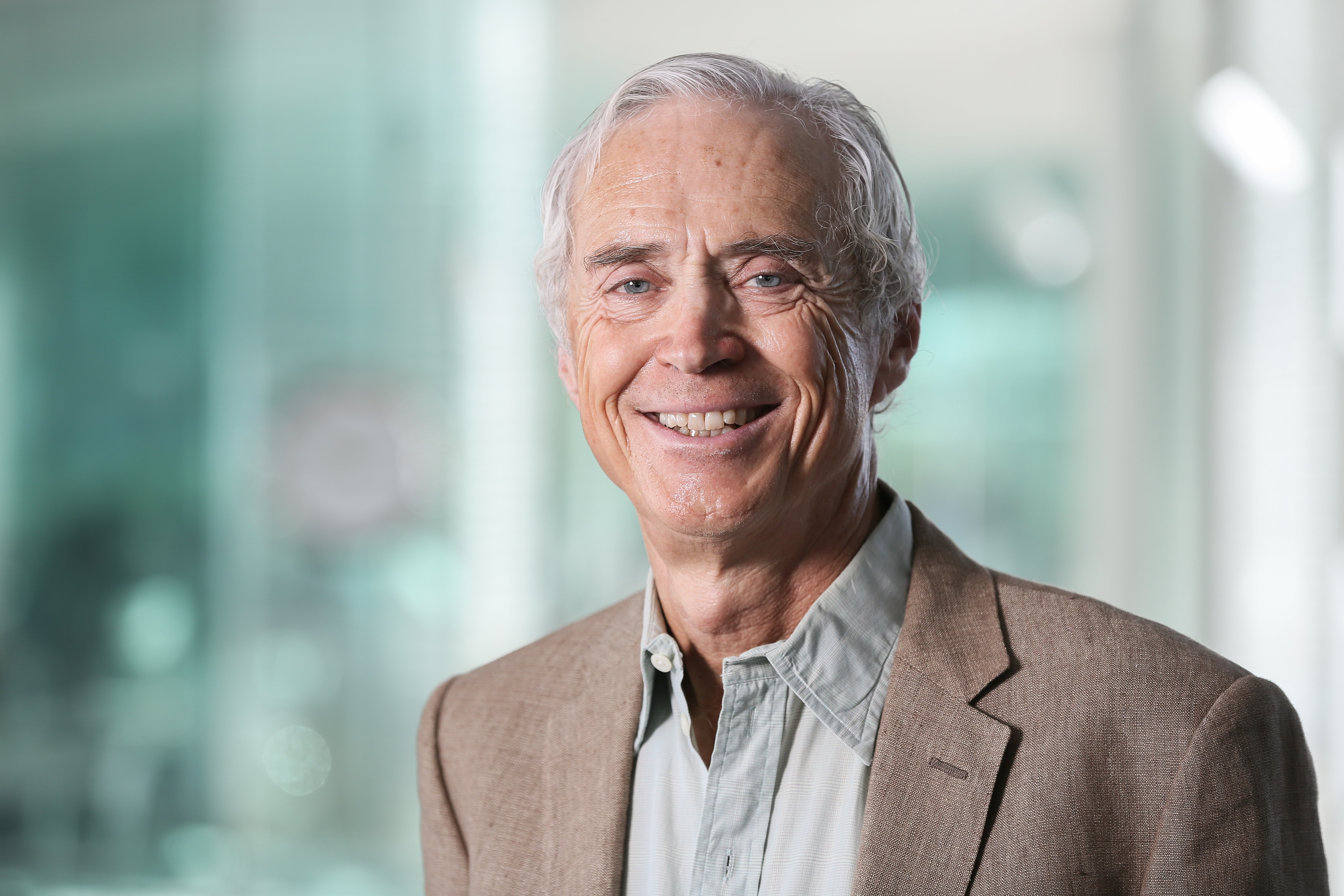
Douglas Hanahan

Douglas „Doug“ Hanahan (* 1951 in Seattle) ist ein US-amerikanischer Biochemiker und Krebsforscher. Er ist Professor an der École polytechnique fédérale de Lausanne und Leiter des Schweizerischen Instituts für Experimentelle Krebsforschung (ISREC).
Hanahan erwarb 1976 am Massachusetts Institute of Technology einen Bachelor in Physik. Anschließend schrieb er sich an der Harvard University für Biochemie und Molekularbiologie ein, verbrachte aber die meiste Zeit im Cold Spring Harbor Laboratory (CSHL), einer der wenigen Einrichtungen, die damals mit rekombinanter DNA bei Bakterien arbeiten durfte. Hier erwarb er 1983 einen PhD, verbesserte die Methoden zur Einschleusung rekombinanter DNA bei Bakterien erheblich und entwickelte das SOB-Medium, ein Nährmedium für Bakterien. Hanahan blieb auch nach dem Abschluss als Forscher am CSHL. 1988 erhielt er eine Professur an der University of California, San Francisco, die er bis 2010 innehatte. Am Schweizerischen Institut für Experimentelle Krebsforschung (ISREC) arbeitet er mit genetisch veränderten menschlichen Tumorzellen, deren Entwicklung zu invasiven und metastasierenden Krebserkrankungen er am Mausmodell untersucht. Schwerpunkte seiner Arbeit sind einerseits die Bedeutung des Stroma und der Tumormikroumgebung, andererseits die Entwicklung präklinischer Tests um neue Krebstherapien zu entwickeln.
Gemeinsam mit Robert Allan Weinberg verfasste Hanahan zwei vielzitierte Arbeiten, die die wichtigsten biologischen Eigenschaften von Krebs zusammenfassten: The Hallmarks of Cancer und Hallmarks of Cancer: The Next Generation.
Eine weitere Aktualisierung veröffentlichte Hanahan 2022 unter dem Titel Hallmarks of Cancer: New Dimensions.
2007 wurde Hanahan zum Mitglied der American Academy of Arts and Sciences gewählt, 2009 der National Academy of Sciences, 2010 der European Molecular Biology Organization und 2023 der Royal Society. 2010 erhielt er ein Ehrendoktorat der University of Dundee und 2014 den AACR Award for Lifetime Achievement in Cancer Research der American Association for Cancer Research.